# Exile (chanson)
 (mars 2022).
La mise en forme du texte ne suit pas les recommandations de Wikipédia : il faut le « wikifier ».
Les points d'amélioration suivants sont les cas les plus fréquents. Le détail des points à revoir est peut-être précisé sur la page de discussion.
- Les titres sont pré-formatés par le logiciel. Ils ne sont ni en capitales, ni en gras.
- Le texte ne doit pas être écrit en capitales (les noms de famille non plus), ni en gras, ni en italique, ni en « petit »…
- Le gras n'est utilisé que pour surligner le titre de l'article dans l'introduction, une seule fois.
- L'italique est rarement utilisé : mots en langue étrangère, titres d'œuvres, noms de bateaux, etc.
- Les citations ne sont pas en italique mais en corps de texte normal. Elles sont entourées par des guillemets français : « et ».
- Les listes à puces sont à éviter, des paragraphes rédigés étant largement préférés. Les tableaux sont à réserver à la présentation de données structurées (résultats, etc.).
- Les appels de note de bas de page (petits chiffres en exposant, introduits par l'outil «  Source ») sont à placer entre la fin de phrase et le point final[comme ça].
- Les liens internes (vers d'autres articles de Wikipédia) sont à choisir avec parcimonie. Créez des liens vers des articles approfondissant le sujet. Les termes génériques sans rapport avec le sujet sont à éviter, ainsi que les répétitions de liens vers un même terme.
- Les liens externes sont à placer uniquement dans une section « Liens externes », à la fin de l'article. Ces liens sont à choisir avec parcimonie suivant les règles définies. Si un lien sert de source à l'article, son insertion dans le texte est à faire par les notes de bas de page.
- La présentation des références doit suivre les conventions bibliographiques. Il est recommandé d'utiliser les modèles {{Ouvrage}}, {{Chapitre}}, {{Article}}, {{Lien web}} et/ou {{Bibliographie}}. Le mode d'édition visuel peut mettre en forme automatiquement les références.
- Insérer une infobox (cadre d'informations à droite) n'est pas obligatoire pour parachever la mise en page.

Pour une aide détaillée, merci de consulter Aide:Wikification.
Si vous pensez que ces points ont été résolus, vous pouvez retirer ce bandeau et améliorer la mise en forme d'un autre article.
Pour les articles homonymes, voir Exile.
Singles par Taylor Swift
cardigan
(2020) betty
(2020)
Singles par Bon Iver
PDLIF
(2020) AUATC
(2020)
exile (stylisé en minuscules) est le deuxième single du 8e album de Taylor Swift, Folklore (2020), sorti le 3 août 2020. Il est arrivé à la 6ème place aux États-Unis et certifiés platine au Canada, or aux États-Unis et argent aux Royaume Uni.

## Contexte et développement
Tous les morceaux de Folklore ont été conçus par Swift comme des images et des visuels de son profond subconscient, tout en s'isolant pendant la pandémie de COVID-19; "Exile" est né d'une imagination d'un homme exilé, qui "marche sur les falaises d'une terre qui n'est pas la sienne, se demandant comment tout s'est passé si terriblement, mal". Lors de sa sortie, la chanson a présenté un crédit d'écriture de chanson de William Bowery, qui n'avait aucune présence en ligne, et donc, a été présumé être un pseudonyme. Swift a révélé plus tard que Bowery était en fait un pseudonyme pour son petit ami, l'acteur anglais Joe Alwyn, qui a écrit la mélodie pour piano et le premier couplet de Bon Iver. "Exile" a ensuite été développé en une démo approximative d'un duo, où Swift chantait à la fois les parties masculines et féminines, et elle l'a envoyé à Aaron Dessner - l'un des deux producteurs choisis par Swift pour folklore. Dessner a développé un modèle  de la chanson avec la voix réenregistrée de Swift. Swift et Dessner sont passés par plusieurs candidats pour l'artiste masculin du duo et Swift a favorisé la voix de Justin Vernon de Bon Iver, qui fait partie du groupe indie-rock américain Big Red Machine avec Dessner. Dessner a transmis la chanson à Vernon, qui a apprécié la chanson, a écrit ses propres paroles et enregistré sa partie. 
Le 23 juillet 2020, Swift a révélé la liste des pistes de Folklore, "Exile" et la quatrième piste de l'abum. L'album est sorti le 24 juillet 2020. "Exile" est envoyé à la radio US Adult Alternative en single le 3 août 2020. La chanson a également été incluse dans les EP: Folklore: The Escapism Chapter et Folklore: The Sleepless Nights Chapter s, publié le 20 août et 23 août 2020.   

## Classements

### Classements hebdomadaires
| Classement (2020)                            | Meilleure position |
| -------------------------------------------- | ------------------ |
| Australie (ARIA)                             | 3                  |
| Autriche (Ö3 Austria Top 40)                 | 56                 |
| Belgique (Ultratop 50 Flanders)              | 37                 |
| Canada (Canadian Hot 100)                    | 6                  |
| République Tchèque (Singles Digitál Top 100) | 68                 |
| Dannemark (Tracklisten)                      | 32                 |
| Estonie (Eesti Tipp-40)                      | 19                 |
| Global 200 (Billboard)                       | 133                |
| Ireland (IRMA)                               | 3                  |
| Israel (Media Forest)                        | 18                 |
| Malaisie (RIM)                               | 3                  |
| Pays Bas (Single Top 100)                    | 84                 |
| Nouvelle-Zélande (Recorded Music NZ)         | 5                  |
| Portugal (AFP)                               | 40                 |
| Ecosse (OCC)                                 | 17                 |
| Espagne (PROMUSICAE)                         | 83                 |
| Singapour (RIAS)                             | 3                  |
| Suède (Sverigetopplistan)                    | 38                 |
| Suisse (Schweizer Hitparade)                 | 48                 |
| UK Singles (OCC)                             | 8                  |
| US Billboard Hot 100                         | 6                  |
| US Adult Alternative Songs (Billboard)       | 9                  |
| US Hot Rock & Alternative Songs (Billboard)  | 2                  |
| US Rolling Stone Top 100                     | 3                  |

## Certifications
| Région                                    | Certification                | Ventes   |
| ----------------------------------------- | ---------------------------- | -------- |
| Canada (Music Canada)                     | 2 × Platine[réf. incomplète] | 160 000‡ |
| Royaume-Uni                               | Argent[réf. incomplète]      | 200 000‡ |
| États-Unis                                | Or[réf. incomplète]          | 500 000‡ |
| ‡ ventes/streaming selon la certification |                              |          |